# 李目
李目，字腹公，號目千，河南商丘人。清初翰林。

## 生平
李目於順治四年（1647年）中式丁亥科二甲第三十六名進士。選庶吉士，散館授編修，官至侍讀。